# 1887 w filmie
Wydarzenia filmowe w 1887 roku.

## Wydarzenia
- Louis Le Prince zrealizował przy pomocy szesnastosoczewkowej kamery LPCC Type-16 film Man Walking Around a Corner.

## Filmy
- Man Walking Around a Corner (reż. Louis Le Prince) – najstarszy znany film.

## Urodzili się
- 11 stycznia – Monte Blue, amerykański aktor (zm. 1963)
- 13 stycznia – Gabriel Gabrio, francuski aktor (zm. 1946)
- 21 stycznia – André Andrejew, francuski dekorator i dyrektor artystyczny (zm. 1967)
- 16 lutego – Kathleen Clifford, amerykańska aktorka (zm. 1962)
- 11 marca – Raoul Walsh, amerykański reżyser i aktor (zm. 1980)
- 21 marca – Frank Urson, amerykański reżyser filmowy i autor zdjęć (zm. 1928)
- 22 marca – Chico Marx, amerykański aktor (zm. 1961)
- 24 marca – Roscoe "Fatty" Arbuckle, amerykański aktor (zm. 1933)
- 6 kwietnia – Władysław Walter, polski aktor (zm. 1959)
- 9 kwietnia – Konrad Tom, polski aktor, scenarzysta, reżyser i piosenkarz (zm. 1957)
- 12 kwietnia – Harold Lockwood, amerykański aktor (zm. 1918)
- 23 kwietnia – Jenő Törzs, węgierski aktor (zm. 1946)
- 1 maja – Kurt Vespermann, niemiecki aktor (zm. 1957)
- 18 maja – Jeanie MacPherson, amerykańska aktorka i scenarzystka (zm. 1946)
- 21 maja – Mabel Taliaferro, amerykańska aktorka (zm. 1979)
- 30 maja – Paulette Noizeux, francuska aktorka (zm. 1971)
- 1 czerwca – Clive Brook, brytyjski aktor (zm. 1974)
- 16 czerwca – Aage Bendixen, duński aktor (zm. 1973)
- 17 lipca – Jack Conway, amerykański reżyser i producent (zm. 1952)
- 1 sierpnia – Anthony Coldeway, amerykański scenarzysta (zm. 1963)
- 5 sierpnia – Reginald Owen, brytyjski aktor (zm. 1972)
- 8 sierpnia – Malcolm Keen, angielski aktor filmowy i teatralny (zm. 1970)
- 10 sierpnia – Sam Warner, amerykański producent (zm. 1927)
- 14 sierpnia – Marija Leiko, łotewska aktorka (zm. 1937)
- 5 września – Irene Fenwick, amerykańska aktorka (zm. 1936)
- 26 września – Antonio Moreno, amerykański aktor (zm. 1967)
- 30 września – Lil Dagover, niemiecka aktorka (zm. 1980)
- 5 października – Manny Ziener, niemiecka aktorka (zm. 1972)
- 7 października – Bolesław Mierzejewski, polski aktor (zm. 1980)
- 9 listopada – Gertrude Astor, amerykańska aktorka (zm. 1977)
- 23 listopada – Boris Karloff, angielski aktor (zm. 1969)
- 30 listopada – Gyula Szőreghy, węgierski aktor (zm. 1943)
- 9 grudnia – Tim Moore, amerykański aktor (zm. 1958)
- 23 grudnia – John Cromwell, amerykański aktor, reżyser i producent (zm. 1979)